# HMS X1
Le HMS X1 est un sous-marin expérimental qui a été conçu pour la Royal Navy pour faire des raids sur les navires de commerces ennemis. Au moment de son lancement il était le plus grand sous-marin du monde

## Conception
L'idée d'un croiseur sous-marin a été proposé dès 1915 mais n'a été mis en pratique qu'en 1921. C'était une réplique du sous-marin allemand inachevé U-173, de classe U-cruisers de 2 000 tonnes.

Le Traité naval de Washington de 1922 n'interdisait pas les sous-marins mais interdisait leur emploi contre les navires marchands. Le but non reconnu du X1 était celui-ci et son armement a été conçu pour s'engager contre des navires susceptibles d'être escortés par des destroyers ou des frégates.

### Caractéristiques techniques
Le X1 possède une épaisseur de coque de 25 mm et celle-ci est divisée en dix compartiments étanches. La coque contient aussi les réservoirs de ballasts et les réservoirs de combustible. Sa profondeur maximale de plongée avait été prévue à 150 m, mais réduite à 110 m une fois en service.
Son armement était prévu pour couler ses cibles en surface. Il était équipé de deux tourelles, en avant et arrière du kiosque contenant chacune deux canons de 130 mm, ayant une portée d'environ 15 000 m. Le télémètre était installé sur la passerelle.

Pour couler des navires de protection, il était équipé de 6 tubes lance-torpilles de 530 mm. Il provenait de l'annulation  d'un sous-marin de classe L.
Sa propulsion est assurée par deux moteurs diesel principaux 8 cylindres développant 3 000 CV et de deux moteurs diesel auxiliaires de 1 200 CV provenant du sous-marin allemand U-126. En plongée, elle est assurée par deux moteurs électriques de 1 000 CV, alimentés par trois groupes de batteries d'un poids total de plus de 70 tonnes.

## Service
Mis en service en décembre 1925, il part pour Gibraltar. Après des réparations sur moteur principal endommagé il reste en mer Méditerranée. Il connait de nouveau des ennuis mécaniques en 1928 et rejoint le port de Malte pour réparation.

Ne donnant pas de satisfaction suffisante au niveau de sa propulsion, les lieux de vie étant trop exigus pour un équipage conséquent, Il est mis en réserve après 1930, puis abandonné à
Pembroke au Pays de Galles le 12 décembre 1936.